# Jean Desclaux
Jean Pierre Desclaux (Dax, 25 giugno 1922 – Dax, 23 marzo 2006) è stato un rugbista a 15, allenatore di rugby a 15 e dirigente sportivo francese, commissario tecnico della Francia negli anni settanta.

## Biografia
Desclaux, la cui professione era quella di produttore di frutta e verdura per la vendita diretta e, in seguito, anche quella di concessionario d'automobili, legò tutta la sua carriera al Dax, squadra della sua città, nella quale passò 12 stagioni da giocatore e 28 da allenatore in due riprese, divenendone infine presidente.
Da giocatore fu flanker, a cavallo degli anni quaranta e cinquanta e, pur non divenendo mai internazionale al più alto livello, rappresentò la Francia in Nazionale A (8 incontri) e B (un incontro, con i pari categoria della Nuova Zelanda).
Divenuto allenatore, guidò il Dax per 14 stagioni consecutive dal 1959 al 1973, giungendo quattro volte alla finale del campionato francese, nel 1961, 1962, 1966 e 1973, e vincendo due Coppe di Francia (1969, 1971), raggiungendo la finale anche nel 1968.
Nel 1973 succedette a Fernand Cazenave sulla panchina della Nazionale francese, che guidò per tutto il resto del decennio: i momenti più rilevanti della sua conduzione furono i due Tornei del Cinque Nazioni vinti, uno dei quali, quello del 1977, con il Grande Slam, e la prima vittoria di sempre della Francia sul terreno della Nuova Zelanda ad Auckland il 14 luglio 1979.
Tornato al Dax nel 1980, lo guidò per altre 14 stagioni fino al 1994; in tale periodo vinse un'ulteriore Coppa di Francia, nel 1982; cessata anche l'attività tecnica fu eletto presidente del club.
A seguito di lunga malattia, morì nella sua città natale il 23 marzo 2006.
Fu noto anche con il soprannome di Toto.

## Palmarès

### Allenatore
- Coppe di Francia: 3
Dax: 1968-69, 1970-71, 1981-82